# Będzino (gmina)
Będzino est une gmina rurale du powiat de Koszalin, Poméranie occidentale, dans le nord-ouest de la Pologne. Son siège est le village de Będzino, qui se situe environ 13 km à l'ouest de Koszalin et 128 km au nord-est de la capitale régionale Szczecin.
La gmina couvre une superficie de 180,92 km2 pour une population de 8 560 habitants en 2016.

## Géographie
La gmina inclut les villages de Barnin, Barninek, Będzinko, Będzino, Borkowice, Dobiesławiec, Dobre, Dobre Małe, Dobrzyca, Dworek, Kazimierz Pomorski, Kiszkowo, Kładno, Komory, Łasin Koszaliński, Łękno, Łopienica, Łubniki, Mączno, Miłogoszcz, Mścice, Pakosław, Pleśna, Podamirowo, Podbórz, Popowo, Przybyradz, Skrzeszewo, Słowienkowo, Śmiechów, Smolne, Stoisław, Strachomino, Strzepowo, Strzeżenice, Strzeżnice, Świercz, Tymień, Uliszki, Wiciąże Pierwsze, Wierzchominko, Wierzchomino, Zagaj et Ziębrze.
La gmina borde la ville de Koszalin et les gminy de Biesiekierz, Dygowo, Karlino, Mielno, Sianów et Ustronie Morskie.